# Mapire
Pour les articles homonymes, voir Mapire.
Mapire est une localité du Venezuela, chef-lieu de la municipalité de José Gregorio Monagas dans l'État d'Anzoátegui. Sa population avoisine les 10 000 habitants. Autour de la ville s'articule la division territoriale et statistique de Capitale José Gregorio Monagas.

## Géographie
La localité est située au bord du fleuve Orénoque.